# Meridià 132 a l'oest
El meridià 132 a l'oest de Greenwich és una línia de longitud que s'estén des del pol Nord travessant l'oceà Àrtic, Amèrica del Nord, el Golf de Mèxic, l'oceà Pacífic, l'oceà Antàrtic, i l'Antàrtida fins al pol Sud.
El meridià 132 a l'oest forma un cercle màxim amb el meridià 48 a l'est. Com tots els altres meridians, la seva longitud correspon a una semicircumferència terrestre, uns 20.003,932 km. Al nivell de l'Equador, és a una distància del meridià de Greenwich de 14.694 km.

## De Pol a Pol
Començant en el pol Nord i dirigint-se cap al pol Sud, aquest meridià travessa:
| Coordenades                               | País, territori o mar | Notes |
| ----------------------------------------- | --------------------- | --- |
| 90° 0′ N, 132° 0′ O / 90.000°N,132.000°O  | Oceà Àrtic            | |
| 74° 59′ N, 132° 0′ O / 74.983°N,132.000°O | Mar de Beaufort       | |
| 69° 44′ N, 132° 0′ O / 69.733°N,132.000°O | Canadà                | Territoris del Nord-oest Yukon— des de 64° 39′ N, 132° 0′ O / 64.650°N,132.000°O Colúmbia Britànica — des de 60° 0′ N, 132° 0′ O / 60.000°N,132.000°O |
| 56° 51′ N, 132° 0′ O / 56.850°N,132.000°O | Estats Units          | Alaska — Sud-est d'Alaska (continent), illa Wrangell, illa Deer i península Cleveland (continent)                                                     |
| 55° 30′ N, 132° 0′ O / 55.500°N,132.000°O | Estret de Clarence    | |
| 55° 16′ N, 132° 0′ O / 55.267°N,132.000°O | Estats Units          | Alaska — Illa del Príncep de Gal·les |
| 54° 43′ N, 132° 0′ O / 54.717°N,132.000°O | Entrada Dixon         | |
| 52° 13′ N, 132° 0′ O / 52.217°N,132.000°O | Canadà                | Colúmbia Britànica — Illa Moresby i illa de Graham |
| 52° 40′ N, 132° 0′ O / 52.667°N,132.000°O | Oceà Pacífic          | |
| 60° 0′ S, 132° 0′ O / 60.000°S,132.000°O  | Oceà Antàrtic         | |
| 74° 19′ S, 132° 0′ O / 74.317°S,132.000°O | Antàrtida             | Territori no reclamat |